# Riu Prípiat
|  | Aquest article tracta sobre el riu Prípiat. Si cerqueu la ciutat homònima, vegeu «Prípiat». |

El riu Prípiat, també transcrit de vegades com a Prypiat o Pripyat (belarús Прыпяць, Prypiać; ucraïnès: Прип 'ять; rus: Припять; polonès Prypeć) és un dels principals afluents del riu Dnièper, el més important per conca, que discorre generalment en direcció est a través de Belarús i Ucraïna. Té una longitud d'uns 761 km i una conca hidrogràfica de 50.900 km².
Les principals ciutats que travessa són Pinsk i Mazir. També creua la zona d'exclusió establerta al voltant de la central nuclear de Txernòbil, el lloc on es va produir el desastre nuclear. És, per tant, un riu contaminat especialment amb dos radioisòtops, el cesi-137 (el 95% acumulat als llots) i l'estronci-90 (soluble). La ciutat de Prípiat, amb una població d'uns 50.00 habitants, va haver de ser evacuada completament després del desastre de Txernòbil i és ara una ciutat fantasma.

## Etimologia del nom
Podria derivar de la paraula local pripetx, usada per a un riu amb les ribes arenoses;

## Geografia
El riu Prípiat neix a l'extrem nord-oest d'Ucraïna, a l'óblast de Volínia, a uns 10 km de la frontera amb Polònia (que en aquest tram és el curs del Buh Occidental, a l'altre costat de la frontera, a menys de 20 km, hi ha la important ciutat polonesa de Włodawa). El Prípiat flueix primer en direcció nord-est. Passa per la localitat de Ratne i gira cada cop més en direcció est, mentre rep per la dreta els rius Turija (de 184 km) i Stotxid (de 188 km). Després entra breument a l'óblast de Rivne pel seu cantó nord-oest i de seguida abandona Ucraïna i s'endinsa a Belarús.
Entra a Belarús per la seva frontera meridional, discorre per la voblast de Brest. Després d'un curt tram en direcció nord arriba a la ciutat de Pinsk, on rep el curt riu Pina (de 40 km). Pinsk, amb 129.935 habitants el 1999, és la principal ciutat que travessa el riu en tot el seu recorregut i en ella neix el canal Dnièper-Buh, un canal artificial de 196 km construït al segle xviii fins a la ciutat de Brest, que uneix el Prípiat amb el Buh Occidental.
Després el Prípiat es torna cap a l'est, discorre per la depressió poc poblada de la Polèsia, on es troba amb una zona d'extensos pantans. A uns 20 km de Pinsk rep per l'esquerra al riu Iaselda (de 242 km) i poc després, pel marge oposat, primer al riu Stir (de 494 km) i després al riu Horin (de 659 km), el principal de tots els seus afluents. Rep després, per l'esquerra, el riu Slutx (de 228 km) i arriba tot seguit a la petita localitat de Turau (3200 habitants En 2002). Després rep per la dreta el riu Stviha (de 178 km) i arriba un tram en què el riu voreja pel nord el parc Pripiatski i que acaba en rebre, també pel marge dret, al riu Ubort (de 292 km). Després de creuar la petita localitat de Petrikov, rep, pel marge esquerre, el més important dels seus afluents septentrionals, el riu Pititxi (de 422 km). Arriba després el Prípiat a la ciutat de Mazir (111770 habitants estimats el 2004), la segona en importància del seu recorregut, on el curs del riu es troba de nou entre ribes més sòlides.
Després d'aquesta localitat, el Prípiat vira i flueix en direcció sud-est. Travessa llavors la zona de 30 km al voltant de la central nuclear de Txernòbil, on es va produir la catàstrofe nuclear. Poc abans de l'ara ciutat fantasma de Prípiat —fundada el 1970 per construir la central de Txernòbil amb fins a 50.000 habitants, però avui deshabitada— el riu torna a entrar en territori ucraïnès. Just gairebé al final del seu curs rep l'últim dels seus afluents, també per la dreta, el riu Uj (de 256 km). Després desemboca pel marge esquerre en el Dnièper, a uns 25 km aigües avall de Txernòbil i a uns 80 km al nord de la ciutat de Kíev, la capital del país, en un tram en què el Dnièper està embassat, a la cua del gran embassament de Kíev (construït el 1960-1966).
Fet i fet, la seva conca hidrogràfica té una extensió del 42% a Belarús i el 58% a Ucraïna.

### Els pantans del Prípiat o de Pinsk

Verdejant paisatge de la vall del Prípiat.

La vall del Prípiat constitueix el major aiguamoll d'Europa. Són els aiguamolls de Pinsk. A la dècada del 1960 es va drenar part de la maresma. Afortunadament, tot i això, se'n van salvar grans extensions. Els passeriformes hi són un grup d'ocells molt rellevants.
A la vall del Prípiat hi ha dos parcs nacionals belarussos : el Pripiatski (fundat el 1996 sobre la ribera dreta del riu, entre les localitats de Túrau i de Piétrikaŭ), i la reserva radioecològica, que es correspon amb la zona més contaminada per la catàstrofe de Txernòbil, en part amb accés prohibit als humans, però que acull fauna silvestre de gran interès.
El parc Pripiatski protegeix una àrea de 825.29 km² i va ser creat el 1996 com a parc de conservació del paisatge i reserva natural hidrològica. La seva longitud, d'est a oest, és de 64 km i té 27 km de nord a sud. A més dels boscos típics de la vall del Prípiat, el parc comprèn nombrosos cursos d'aigua, tot i que el Prípiat discorre fora de l'àrea protegida. S'estén per una zona de relleu molt moderat.

### Afluents
El Prípiat té nombrosos afluents. Els més importants, en direcció aigües avall, són: 
- El riu Turija (Турія), pel marge dret, de 184 km i una conca de 2900 km²;
- El riu Stotxid (Стохід), pel marge dret, de 188 km i una conca de 3150 km²;
- El riu Pina (Піна), que l'aborda pel marge esquerre, de només 40 km i que conflueix a la ciutat de Pinsk;
- El riu Iaselda (Ясельда), pel marge esquerre, amb una longitud de 242 km, i que conflueix a uns 20 km a l'est de la ciutat de Pinsk.
- El riu Stir (Стир), pel marge dret, un riu de 494 km i una conca de 13 100 km², que neix a la regió de Lutsk, a Ucraïna;
- El riu Horin (Гарынь), pel marge dret, un riu de 659 km i una conca de 22 700 km²
- El riu Slutx (Случ), pel marge esquerre, de 228 km i una conca de 5260 km²;
- El riu Stviha (Ствига), pel marge dret, de 178 km i una conca de 5440 km²;
- El riu Ubort (Уборть), pel marge dret, de 292 km i una conca de 5280 km²;
- El riu Pititxi, o Pcic (Пціч), pel marge esquerre, de 422 km i una conca de 9470 km²;
- El riu Uj (Уж), pel marge dret , de 256 km i una conca de 8080 km²;

## Navegació

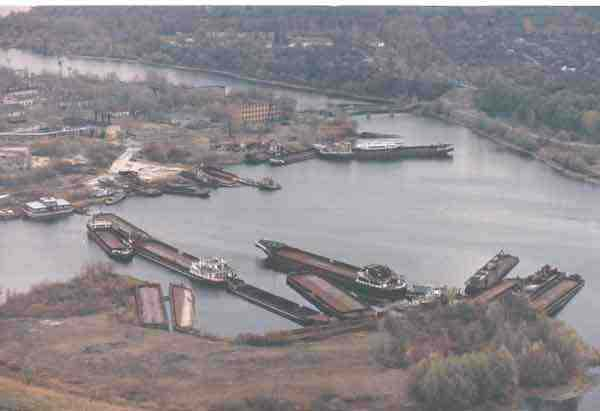
El riu Prípiat s'usa intensament per vaixells portacontenidors belarussos i ucraïnesos.

El Prípiat és navegable a partir de la ciutat de Pinsk, fins a la seva confluència amb el Dnièper. Després de Pinsk, es va construir un canal a finals del segle xviii, unint el Prípiat amb el Buh Occidental cap a la conca del Vístula, a nivell de Brest. Aquest canal Dnièper-Buh uneix les vies navegables del Vístula, sobretot poloneses, amb les vies navegables del Dnièper. Aquesta ruta internacional es veu interrompuda per una  presa construïda prop de Brest al riu Bug. És encara més lamentable atès que és l'única forma de navegar per aigua dolça des de l'Europa occidental (principalment París, Brussel·les, Lieja o Basilea) fins a Kíev (i més enllà, arribant al mar Negre).
El govern belarús ha anunciat un programa, ja en marxa, per a la restauració d'aquest canal, que es prolongarà durant diversos anys.

## Hidrometria
El cabal del riu s'ha observat durant 20 anys (1965-1984) a la ciutat de Mazir, una petita ciutat situada a la regió belarussa de Hómiel, a uns 120 km de la confluència amb el riu Dnièper.
A Mazir, el cabal interanual mitjà observat en aquest període va ser de 455 m³/s per a una conca hidrogràfica de 101.000 km², el que suposa el 83% del total de la conca. El coeficient d'escolament que passa per aquesta part de la conca, de lluny la més important, ascendeix així a 142 mm anuals, el que pot considerar-se com un càlcul molt moderat.
El Prípiat és un riu alimentat en gran part per les neus, de manera que té un règim nivo-pluvial de plana que presenta, en termes generals, dues estacions. Les aigües altes es donen de març a maig, el que es correspon amb el desglaç de les neus de la seva conca. Des de finals de maig, el cabal del riu baixa ràpidament, i dona lloc així al període d'aigües baixes, que passa entre juliol i febrer, però amb la represa del flux a finals de tardor i principis de l'hivern (novembre-gener), el que reflecteix les precipitacions significativament més grans durant aquesta temporada. Però el riu segueix durant tot el període anomenat d'"aigües baixes" amb un cabal molt fort, amb els molts i enormes aiguamolls de Pinsk que actuen com a amortidors.
El flux mensual mitjà observat al setembre (el mínim de l'estiatge) és de 249 m³/s, és a dir, més d'una cinquena part del flux mitjà del mes d'abril (1214 m³/s), el que reflecteix l'amplitud relativament moderada de les variacions estacionals. En el període d'observació de 20 anys, el flux mínim mensual va ser de 110 m³/s (octubre), mentre que el flux mensual màxim va ser de 3310 m³/s (abril).